# Michael Madsen (bokser)
 Der er flere personer med dette navn, se Michael Madsen.
Michael Madsen, (født 26. marts 1958 i Kongens Lyngby), er en tidligere dansk bokser i letsværvægt. 
Michael Madsen var en succesfuld amatørbokser, der boksede for Lyngby Bokseklub – BK Frem. Han vandt det danske mesterskab i letsværvægt i 1980 og vandt samme år det nordiske mesterskab i samme vægtklasse. Michael Madsen deltog i Sommer-OL 1980 i Moskva, USSR, hvor han vandt sin første kamp over Csaba Kuza, Ungarn, men tabte den 2. kamp i kvartfinalen mod cubaneren Ricardo Rojas med dommerstemmerne 1-4. Efter OL fortsatte Michael Madsen amatørkarrieren for en tid, og han genvandt det danske mesterskab i 1981. 
Madsen var en særdeles hårdtslående bokser og opnåede som amatør en betydelig popularitet. Han trak mange tilskuere til stævnerne og de landskampe, som han deltog i. Forhåndsinteressen var derfor stor, da Michael Madsen i 1981 skrev kontrakt med Mogens Palle og debuterede som professionel. 
I sin debutkamp knockoutede Madsen uden problemer franskmanden Guy Telusson i 2. omgang, hvorved franskmanden tabte sin fjerde kamp ud af fire mulige. Madsen opnåede en række sejre i kampe mod middelmådige modstandere, men imponerede ikke og havde vanskeligt ved at indfri de store forventninger, der var stillet til den professionelle karriere. I sin 9. kamp som professionel blev Michael Madsen den 8. april 1983 matchet mod franskmanden Louis Pergaud, der halvandet år tidligere var blevet stoppet af John Odhiambo i København. Michael Madsen led karrierens første og eneste nederlag, da han blev blev stoppet i 6. og sidste omgang af kampen. Efter nederlaget boksede Michael Madsen i 1983 yderligere to kampe mod middelmådige modstandere, men opgav herefter karrieren. 
Fire år senere, den 2. oktober 1987, gjorde Michael Madsen comeback, og fik en af sine sjældne knockoutsejre som professionel, da han i 3. omgang stoppede franskmanden N’Diaye. Madsen boksede i 1988 yderligere tre kampe, der alle blev vundet på point, men bortset fra italieneren Francesco Terlizzi var der tale om ganske middelmådige modstandere, og det lykkedes heller ikke Madsen af imponere i sit comeback. Sidste kamp blev bokset 12. maj 1988 mod englænderen Terry Duffus. 
Michael Madsen opnåede 15 professionelle kampe, hvoraf de 14 blev vundet (5 før tid) og 1 tabt. 
Michael Madsen er i dag træner og matchmaker i Lyngby Bokseklub.